# Carl av Danmark
Carl av Danmark, född den 26 oktober 1680, död den 8 juni 1729, var en dansk prins. Han var son till Kristian V av Danmark och Charlotta Amalia av Hessen-Kassel.

## Biografi
Carl var länge påtänkt som äktenskapspartner åt den svenska prinsessan Hedvig Sofia, och senare åt hennes syster Ulrika Eleonora. Både Danmark och Frankrike önskade sluta en allians med Sverige genom ett dubbeläktenskap mellan Karl XII och Sofia Hedvig av Danmark och Hedvig Sofia av Sverige och Carl av Danmark; efter Hedvig Sofias bröllop 1698 byttes hon ut mot Ulrika Eleonora. Under 1697-1699 bedrevs en intensiv politik av danske ambassadören Jens Juel för att åstadkomma detta. Planerna misslyckades och inget av äktenskapen förverkligades.  
Carl uppfostrades av informatorer, och lärde sig tyska innan han fick lära sig att tala danska. Mellan 1696 och 1699 gjorde han en lång studieresa i Europa ned till Italien. Han led redan under sin uppväxt av svag hälsa, och deltog aldrig i det politiska livet. Han valdes till koudjator i Lübeck 1701 och blev biskop där 1705, men tvingades avstå platsen. Han beskrivs som en godmodig och enkel karaktär som levde ett stillsamt liv som godsägare. 1703 fick han ett gods i gåva av sin bror, och 1714 ärvde han ytterligare gods av sin mor. 
När hans bror år 1721 gifte sig med sin mätress, lämnade Carl hovet i protest tillsammans med sin syster, Sofia Hedvig av Danmark, och bosatte sig på sitt gods Vemmetofte, där de höll ett påkostat hovliv. Carl försonade sig senare med sin bror och stod fadder för ett av dennes barn. Han gifte sig aldrig, men hade livet igenom en djup vänskap med sin hovman Carl Adolph von Plessen, som hade stort inflytande på honom.